# Javier Martínez Titino
Javier Martínez Arredondo, auch bekannt unter dem Spitznamen Titino, ist ein ehemaliger mexikanischer Fußballspieler auf der Position eines Verteidigers.

## Laufbahn
„Titino“ Martínez stand von 1961 bis 1970 beim Club América unter Vertrag, mit dem er in zwei aufeinanderfolgenden Jahren den mexikanischen Pokalwettbewerb (1964 und 1965) und wiederum ein Jahr später (1966) die mexikanische Fußballmeisterschaft gewann.
Außerdem spielte „Titino“ Martínez für den CD Tampico und die UNAM Pumas.

## Erfolge
- Mexikanischer Meister: 1966
- Mexikanischer Pokalsieger: 1964, 1965